# Ben E. King
Ben E. King, właśc. Benjamin Earl Nelson (ur. 28 września 1938 w Henderson, zm. 30 kwietnia 2015) – amerykański piosenkarz i kompozytor.

## Życie i twórczość
W wieku dziewięciu lat przeniósł się do Harlemu w Nowym Jorku. Debiutował jako uczeń szkoły średniej w grupie The Four B's, z której przeszedł w 1958 r. do The Five Crows. Wkrótce zespół zmienił nazwę na The Drifters. Już rok później Nelson został współtwórcą jednego z bardziej znanych utworów zespołu pt. "There Goes My Baby". W składzie tego zespołu pod swoim prawdziwym nazwiskiem zaśpiewał jeszcze takie przeboje jak: "Dance With Me", "To Magic Moment", "I Count Tears", "Lonely Winds" oraz piosenkę napisaną przez duet Doc Pomus i Mort Shuman pt. "Save the Last Dance for Me". W roku 1960 Nelson w atmosferze konfliktu z menadżerem grupy postanowił opuścić zespół i rozpoczął karierę pod przybranym pseudonimem, pod którym jest znany szerszej publiczności do dziś.
Rok później trafił do amerykańskiej Top 10 utworem "Spanish Harlem". Jeszcze większy sukces odniósł piosenką napisaną wspólnie z duetem Jerry Leiber i Mike Stoller "Stand By Me", która w 1986 została wykorzystana w filmie pod tym samym tytułem. Utwór ten znalazł się na czołowym miejscu w plebiscycie Songs of the Century ogłoszonym przez Recording Industry Association of America. Wraz z piosenkami "There Goes My Baby" i "Spanish Harlem" został wymieniony w Rock and Roll Hall of Songs wśród 500 najsłynniejszych utworów kształtujących oblicze rock and rolla i podobnie jak "Save The Last Dance For Me" znalazły się na liście Grammy Hall of Fame Award. Inne znane utwory tego wykonawcy to m.in.: "Don't Play That Song (You Lied)" (które zostało ponownie nagrane przez Arethę Franklin w roku 1970), "Amor", "Seven Letters", "How Can I Forget", "On the Horizon", "Young Boy Blues", "I (Who Have Nothing)", "First Taste of Love", "Here Comes the Night", "Ecstasy", "That's When It Hurts", "Down Home", "River of Tears", "Do It in the Name of Love" oraz "It's All Over".
W roku 1990 King i Bo Diddley (właściwie Doug Lazy) nagrali przerobioną wersję piosenki z 1958 roku "Book of Love" utrzymaną w stylu muzyki rap, która znalazła się na ścieżce dźwiękowej filmu pod tym samym tytułem. King nagrał również album dla młodszych dzieci "I Have Songs In My Pocket", napisany i wyprodukowany przez Bobby'ego Süßera w 1998 r.
Przez wiele lat pracował w założonej przez siebie fundacji charytatywnej – Stand By Me Foundation.

## Dyskografia

### Albumy
- Spanish Harlem (1961, Atco) US: #57 UK: #30
- Ben E. King Sings for Soulful Lovers (1962)
- Don't Play That Song (1962)
- Young Boy Blues (1964)
- Ben E. King's Greatest Hits (1964)
- Seven Letters (1965)
- What Is Soul (1967)
- Rough Edges (1970, Maxwell)
- The Beginning of It All (1972, Mandala)
- Supernatural (1975, Atlantic) US: #39
- I Had a Love (1976)
- Rhapsody (1976)
- Let Me Live in Your Life (1978)
- Music Trance (1980)
- Street Tough (1980)
- Save the Last Dance for Me (1987, EMI-Manhattan)
- Stand By Me: The Ultimate Collection (1987, Atlantic) UK: #14
- What's Important To Me (1991, Ichiban)
- Shades of Blue (1993, Half Note)
- Anthology (1993, Rhino)
- I Have Songs In My Pocket (1998, Bobby Susser)
- The Very Best Of Ben E. King (1998, Rhino) UK: #15
- Eleven Best (2001, Cleopatra)
- Person To Person: Live At The Blue Note (2003, Half Note)
- Soul Masters (2005, Digital Music Group)
- I've Been Around (2006, True Life)
- Love Is Gonna Get You (album) (2007, Synergy)

### Pozostałe albumy
- Benny & Us (1977) US: #33 [King guest starred on an album by the Average White Band]
- The Atlantic Family Live in Montreux (1977) [A recording involving the Average White Band and other artists]
- Soul Meeting (1968) jako członek Soul Clan

### Single nagrane z The Drifters
- "There Goes My Baby" (1959) R&B: #1 US: #2 with The Drifters
- "Oh My Love (1959) with The Drifters
- "Dance With Me" (1959) R&B: #2 US: #15 UK: #17 with The Drifters
- "This Magic Moment" (1960) R&B: #4 US: #16 with The Drifters
- "Lonely Winds" (1960) R&B: #9 US: #54 with The Drifters
- "Save The Last Dance For Me" (1960) R&B: #1 US: #1 UK: #2 with The Drifters
- "Nobody But Me (1960) with The Drifters
- "I Count the Tears" (1960) US: #17 UK: #28 with The Drifters
- "Sometimes I Wonder" (1962) with The Drifters

### Opublikowane tylko we Włoszech
Amore Quando / Quel Tuo Bacio (1963)

### Single solowe
- "Brace Yourself (1960, Atco)
- "Show Me the Way" (1960, Atco)
- "A Help Each Other" (1960, Atlantic) with Lavern Baker
- "How Often" (1960, Atlantic) with Lavern Baker
- "Spanish Harlem (1961, Atco) R&B: #15 US: #10
- "First Taste of Love" (1961) US: #53 UK: #27 (b-side of "Spanish Harlem")
- "Stand by Me" (1961) R&B: #1 US: #4 UK: #27
- "Amor" (1961) R&B: #10 US: #18 UK: #38
- "Young Boy Blues" (1961) US: #66
- "Here Comes the Night" (1961) US: #81 (b-side of "Young Boy Blues")
- "Ecstasy" (1962) US: #56
- "Don't Play That Song (You Lied)" (1962) R&B: #2 US: #11
- "Auf Wiedersehen, My Dear (1962)
- "Too Bad" (1962) US: #88
- "I'm Standing By" (1962) US:#111
- "Tell Daddy" (1962) US:#122 R&B: #29
- "How Can I Forget" (1963) R&B: #23 US: #85
- "I (Who Have Nothing)" (1963) R&B: #16 US: #29
- "I Could Have Danced All Night" (1963) US: #72
- "What Now My Love" US:#102(1964)
- "That's When It Hurts" (1964)
- "What Can A Man Do" (1964) US:#113
- "It's All Over" (1964) US: #72
- "Around The Corner" (1964) US:#125
- "Seven Letters" (1965) R&B: #11 US: #45
- "The Record (Baby I Love You)" (1965) Pop: #84
- "She's Gone Again" (1965) US:#128
- "Cry No More" (1965)
- "Goodnight My Love" (1965) US: #91
- "So Much Love" (1966) US: #96
- "Get In a Hurry" (1966)
- "I Swear By Stars Above" (1966) R&B: #35 (b-side of "Get in a Hurry")
- "They Don't Give Medals to Yesterday's Heroes" (1966)
- "What Is Soul?" (1966) R&B: #38 (b-side of "They Don't Give...")
- "A Man Without a Dream (1967)
- "Tears, Tears, Tears" (1967) R&B: #34 US: #93 (b-side of "A Man Without...")
- "Katherine" (1967)
- "Don't Take Your Sweet Love Away" (1967) R&B: #44
- "We Got a Thing Goin' On" (1968) with Dee Dee Sharp US:#127
- "Don't Take Your Love from Me" (1968) US:#117
- "Where's the Girl" (1968)
- "It Ain't Fair" (1968)
- "Til' I Can't Take It Anymore" US:#134
- "Hey Little One" (1969)
- "I Can't Take It Like a Man" (1970, Maxwell)
- "Take Me to the Pilot" (1972, Mandala)
- "Into the Mystic" (1972)
- "Spread Myself Around" (1973)
- "Supernatural Thing, Part 1" (1975, Atlantic) R&B: #1 US: #5
- "Do It in the Name of Love" (1975) R&B: #4 US: #60
- "We Got Love" (1975)
- "I Had a Love" (1975) R&B: #23 (b-side of "We Got Love")
- "I Betcha you Didn't Know" (1976)
- "Get It Up" (1977) with Average White Band
- "A Star in the Ghetto" (1977) R&B: #25 with Average White Band
- "Fool for You Anyway" (1977) with Average White Band
- "I See the Light" (1978)
- "Fly Away to My Wonderland" (1978)
- "Music Trance" (1979) R&B: #29
- "Street Tough" (1981)
- "You Made the Difference in My Life" (1981)
- "Stand By Me [re-issue]" (1986) US: #9 UK: #1
- "Spanish Harlem [re-issue]" (1987)
- "Save the Last Dance for Me [re-recorded]" (1987, EMI-Manhattan)
- "What's Important to Me" (1991, Ichiban)
- "You've Got All of Me" (1992)
- "You Still Move Me" (1992)
- "4th of July" (1997, Right Stuff)